# Яндекс Станция
Яндекс Станции — разработанные компанией «Яндекс» умные колонки и телевизоры с виртуальным ассистентом «Алиса». 

## Умные колонки
«Яндекс Станция» — торговая марка «Яндекса» на рынке умных колонок.
Модельный ряд включает семь линеек: «Яндекс Станция Лайт», «Яндекс Станция Мини», «Яндекс Станция Миди», «Яндекс Станция», «Яндекс Станция Макс», «Яндекс Станция Дуо Макс», «Яндекс Станция Стрит».

### История
Оригинальная «Яндекс Станция» была анонсирована 29 мая 2018 года на конференции Yet another Conference в Москве. В разработке наряду с инженерами «Яндекса» участвовали внешние команды и исследовательские институты — в частности, права на технологию улучшения качества звука (Voice Quality Enhancement) переданы Институтом интегральных схем общества Фраунгофера. Это первая умная колонка с поддержкой русского языка. Аналогичные устройства, не имеющие поддержки русского языка, ранее выпускали Apple, Amazon, Google.
10 июля 2018 года стартовали официальные продажи «Яндекс Станции». О прекращении производства этого устройства компания заявила после появления «Станции 2» в 2022 году.  
В октябре 2019 года в продажу поступила «Яндекс Станция Мини», а в ноябре 2020 года новая флагманская модель «Яндекс Станция Макс».
6 июля 2021 года «Яндекс» представил колонку «Яндекс Станция Лайт».
16 ноября 2023 года выпущена «Яндекс Станция Миди», в декабре 2023 года — «Станция Дуо Макс» с сенсорным экраном. В июне 2025 года для флагманской колонки с дисплеем вышло масштабное обновление, включившее усовершенствованный интерфейс, некоторые функции умных телевизоров и расширенные возможности управления умным домом.
20 мая 2025 года Яндекс запустил в продажу первую умную портативную колонку, предназначенную для использования вне дома «Станция Стрит». Среди её ключевых особенностей большой аккумулятор, защита от влаги и пыли по стандарту IP67 и возможность работать без интернета.

### Технические особенности
Для полноценной работы «Яндекс Станций» требуются подключение к сети питания и к интернету. Без интернета они могут работать как Bluetooth-колонки: например, воспроизводить музыку, подкасты и аудиокниги с телефона.
Настройка устройств, управление сценариями умного дома, привязка к аккаунту пользователя осуществляются с помощью приложения «Дом с Алисой» «Яндекса». Для доступа ко всем возможностям «Станций» необходима подписка «Яндекс Плюс». Без неё «Алиса» сможет только отвечать на вопросы, искать информацию в интернете и включать радио.

### Функции
«Яндекс Станции» управляются при помощи «Алисы», виртуального ассистента «Яндекса». Она может находить информацию в поисковой системе «Яндекса», рассказывать о погоде и пробках, включать треки с платформы «Яндекс Музыка», вызывать «Яндекс Такси» и заказывать продукты в «Яндекс Лавке». Также «Алиса» использует систему рекомендаций: может посоветовать фильм или музыку в соответствии с интересами пользователя.
На «Яндекс Станциях» доступны возможности нейросети YandexGPT и навыки «Алисы» — это игры, голосовые квесты, викторины и другие сценарии, созданные как «Яндексом», так и сторонними разработчиками.
С помощью «Яндекс Станций» можно управлять устройствами умного дома — настраивать сценарии и запускать их голосовыми командами. Например, включать свет, опускать шторы, выставлять нужную температуру на кондиционере или запускать робот-пылесос. Три модели «Яндекс Станций» — «Миди», «Макс» и «Дуо Макс» — нативно поддерживают протокол Zigbee, а «Станция 2», «Миди», «Мини» и «Лайт» — протокол Matter. Посредством экрана «Дуо Макс» можно наблюдать видео с камер, подключённых к приложению «Дом с Алисой», а также настраивать виджеты показателей датчиков.
«Станция Дуо Макс» получила ряд функций умных телевизоров с «Алисой»: режим караоке и бесконечное смотрение. 
Между «Яндекс Станциями», привязанными к одному аккаунту, можно перезваниваться. Также на Станции могут звонить и другие аккаунты, если предварительно сохранить их в «избранное».

### Показатели деятельности
Согласно данным, предоставленным аналитической фирмой Canalys, по итогам 2018 года компания «Яндекс» реализовала на территории Центральной и Восточной Европы более 40 тысяч «Яндекс Станций», заняв таким образом 14,3 % рынка «умных» колонок в Центральной и Восточной Европе. 
По предварительным оценкам компании Just AI, в 2019 году в России было продано около 320 тысяч «умных» колонок с голосовым помощником «Алиса», из которых 62 % продаж составили собственные устройства «Яндекса». В ноябре 2023 года «Яндекс» сообщил, что количество активных «Станций» составило 7 миллионов.
В сентябре 2024 года в интервью РИА Новости директор бизнес-группы поиска и рекламных технологий «Яндекса» оценил долю компании на российском рынке умных устройств в 90 % и сообщил о 70 % росте выручки от этой категории.

## Умные телевизоры
«Яндекс ТВ Станция» — товарный знак «Яндекса» на рынке Smart TV. Позиционируется производителем как новая категория телевизоров, которые объединяют в себе умную колонку с «Алисой» и Smart TV.
Модельный ряд включает три линейки с разрешением 4K Ultra HD: «Яндекс ТВ Станция Бэйсик», «Яндекс ТВ Станция», «Яндекс ТВ Станция Про».

### История
Предшественником «ТВ Станций» стал умный телевизор с «Алисой», представленный «Яндексом» в 2022 году.
Производитель представил «Яндекс ТВ Станции» и «Яндекс ТВ Станции Про» в августе 2023 года.
Модели «Бэйсик» поступили в продажу в октябре 2024 года.
В феврале 2025 года «Яндекс» выпустил «ТВ Станции» второго поколения с QLED-экраном и автоматическим улучшением картинки с помощью искусственного интеллекта.

### Технические особенности
Отличительная особенность — при наличии пульта дистанционного управления, возможность также управлять телевизором голосовыми командами, обращенными к виртуальному ассистенту. 

### Рекламная кампания
Лицом рекламной кампании «Яндекс ТВ Станций» был выбран актер Сергей Светлаков. Это отсылка к исполненному Светлаковым персонажу скетчкома «Наша Russia» — телезрителю, который комментирует передачи и разговаривает с телевизором.

### Показатели деятельности
В 2023 году, по данным аналитического агентства J’Son & Partners, «Яндекс ТВ Станции» показали наибольшие темпы прироста по доле в наличном парке российских потребителей.